# WTA Tour Championships 2007
2007 WTA Tour Championships (officielt kendt som 2007 Sony Ericsson WTA Tour Championships var sæsonens sidste turnering på WTA Tour 2007. Turneringen blev afholdt fra 6. november til 11. november 2007 i Madrid, Spanien. Årets turnering, der havde 8 single spillere og 4 double par, var den 37. udgave af singleturneringen og den 32. udgave af double turneringen. 
Vinder i singlerækken blev Justine Henin mens vinderne i doublerækken blev Cara Black og Liezel Huber.

## Turneringen
I doubleturneringen gik de 4 par direkte til semifinalerne, mens der i single blev spillet et gruppespil med 4 spillere i 2 grupper. Grupperne blev betegnet Gul gruppe og Rød gruppe. De 2 første spillere i hver gruppe gik i semifinalen, hvor gruppevinderen spillede mod den anden gruppes nummer 2. 

### Dag 1 til 4
Tekst mangler, hjælp os med at skrive teksten

### Single
| Gul gruppe       | Gul gruppe | Gul gruppe | Gul gruppe | Gul gruppe |
| Navn             | Kampe      | Sæt        | Partier    | Plads      |
| ---------------- | ---------- | ---------- | ---------- | ---------- |
| Justine Henin    | 3-0        | 6-0        | 37-11      | 1          |
| Anna Chakvetadze | 2-1        | 4-3        | 25-30      | 2          |
| Marion Bartoli   | 1-1        | 2-2        | 1-19       | 3          |
| Jelena Jankovic  | 0-3        | 1-6        | 24-25      | 4          |
| Serena Williams  | 0-1        | 0-1        | 4-6        | -          |

Serena Williams måtte trække sig fra turneringen efter første sæt i hendes første kamp med betændelse i det venstre knæ. Hun blev erstattet af Marion Bartoli. 
| Rød gruppe          | Rød gruppe | Rød gruppe | Rød gruppe | Rød gruppe |
| Navn                | Kampe      | Sæt        | Partier    | Plads      |
| ------------------- | ---------- | ---------- | ---------- | ---------- |
| Maria Sharapova     | 3-0        | 6-1        | 42-23      | 1          |
| Ana Ivanovic        | 2-1        | 4-3        | 33-32      | 2          |
| Daniela Hantuchova  | 1-2        | 2-4        | 30-32      | 3          |
| Svetlana Kuznetsova | 0-3        | 2-6        | 29-47      | 4          |

#### Kampe, Gul gruppe
| Spiller          | Spiller          | Resultat      |
| ---------------- | ---------------- | ------------- |
| Justine Henin    | Jelena Jankovic  | 6-2, 6-2      |
| Justine Henin    | Marion Bartoli   | 6-0, 6-0      |
| Justine Henin    | Anna Chakvetadze | 6-1, 7-6(4)   |
| Anna Chakvetadze | Jelena Jankovic  | 6-4, 0-6, 6-3 |
| Marion Bartoli   | Jelena Jankovic  | 6-1, 1-0 Ret  |
| Anna Chakvetadze | Serena Williams  | 6-4 Ret       |

#### Kampe, Rød gruppe
| Spiller            | Spiller             | Resultat      |
| ------------------ | ------------------- | ------------- |
| Ana Ivanovic       | Svetlana Kuznetsova | 6-1, 4-6, 7-5 |
| Maria Sharapova    | Svetlana Kuznetsova | 5-7, 6-2, 6-2 |
| Daniela Hantuchova | Svetlana Kuznetsova | 7-6(7), 6-0   |
| Maria Sharapova    | Ana Ivanovic        | 6-1, 6-2      |
| Ana Ivanovic       | Daniela Hantuchova  | 6-2, 7-6(9)   |
| Maria Sharapova    | Daniela Hantuchova  | 6-4, 7-5      |

#### Dag 5 & 6
Alle 4 semifinaler blev spillet lørdag 10. november mens de to finaler blev spillet søndag 11. november. 

#### Single
|  | Semifinale | Semifinale       | Semifinale      | Semifinale | Semifinale |               |   | Finale | Finale | Finale | Finale | Finale |
|  |            |                  |                 |            |            |               |   |        |        |        |        |        |
|  |            | Justine Henin    | 6               | 6          |            |               |   |        |        |        |        |        |
|  |            | Ana Ivanovic     | 4               | 4          |            |               |   |        |        |        |        |        |
|  |            | Ana Ivanovic     | 4               | 4          |            | Justine Henin | 5 | 7      | 6      |        |        |        |
|  |            |                  |                 |            |            | Justine Henin | 5 | 7      | 6      |        |        |        |
|  |            |                  | Maria Sharapova | 7          | 5          | 3             |   |        |        |        |        |        |
|  |            | Anna Chakvetadze | Maria Sharapova | 7          | 5          | 3             | 2 | 2      |        |        |        |        |
|  |            | Anna Chakvetadze |                 |            |            |               | 2 | 2      |        |        |        |        |
|  |            | Maria Sharapova  | 6               | 6          |            |               |   |        |        |        |        |        |

## Præmiepenger
Den samlede præmiesum for turneringen var 3 millioner USD.

### Single
Oversigt over pengepræmier:
| Begivenhed                    | Præmie     |
| ----------------------------- | ---------- |
| Deltagelse som reservespiller | $20.000    |
| 4. plads i gruppespilskamp    | $100.000   |
| 3. plads i gruppespilskamp    | $130.000   |
| Tabt semifinale               | $250.000   |
| Tabt finale                   | $500.000   |
| Vundet finale                 | $1.000.000 |

I gul gruppe blev tredjepladsens præmiepenge fordelt efter en særlig fordelingsnøgle. Serena Williams modtog $33.333 for at have spillet én kamp mens Marion Bartoli modtog $116.666 for at have opnået tredjepladsen (men kun spillet to kampe) samt betalingen som reservespiller. 

### Double
Oversigt over pengepræmier:
| Resultat        | Præmie pr. Par |
| --------------- | -------------- |
| Vundet finale   | $250.000       |
| Tabt finale     | $125.000       |
| Tabt semifinale | $62.500        |